# 魔術の復活
『魔術の復活』（まじゅつのふっかつ、英: The Magical Revival）は、ケネス・グラントの著書で、1972年に初版が刊行された。この著書とその後の二つの著書で構成された彼の「タイフォニアン三部作（Typhonian Trilogy）」の最初の作品である。この作品で彼は、アメリカのホラー小説作家ハワード・フィリップス・ラヴクラフトのクトゥルフ神話がフィクションで偽装された心霊的啓示という理論を初めて紹介し、このアイデアはその後の作品でさらに精巧に拡張された。グラントは、ラヴクラフトとアレイスター・クロウリーの間に無意識のつながりが存在したと主張し、もちろんラヴクラフトは自身の文学的インスピレーションのオカルト的源を意識的には認識しなかったが、クロウリーと同じ源からアイデアを得たと主張した。
1983年には日本語に翻訳され出版された。(植松靖夫訳、国書刊行会)